# 松尾博文 (経営学者)
松尾 博文（まつお ひろふみ、1954年 - ）は、日本の経営学者。筑波大学教授、神戸大学教授、岡山商科大学教授を経て、東京国際大学教授、神戸大学名誉教授。元オペレーションズマネジメント＆ストラテジー学会会長。

## 人物・経歴
1977年京都大学工学部数理工学科卒業。1979年京都大学大学院工学研究科修士課程修了。1984年マサチューセッツ工科大学大学院経営学研究科博士課程修了、Ph.D.。同年テキサス大学オースティン校ビジネススクール助教授。1989年同准教授。1995年同教授。1999年筑波大学社会工学系教授。2004年神戸大学大学院経営学研究科教授。2012年オペレーションズマネジメント＆ストラテジー学会会長。2020年神戸大学名誉教授、岡山商科大学経営学部教授。2021年東京国際大学国際戦略研究所教授。